# تارتوف
تارتوف (به فرانسوی: Tartuffe) نام یک نمایشنامه کمدی از مولیر، نویسندهٔ فرانسوی و یکی از آثار مشهور تئاتر کلاسیک جهان است. کلمه تارتوف به معنی آدم اهل ریا است. محمدعلی فروغی این کتاب را با عنوان میرزا کمال‌الدین به روش اقتباس به فارسی برگردانده است. مهشید نونهالی برای اولین بار این کتاب را به فارسی برگرداند که در پاییز ۱۳۹۱ توسط نشر قطره به چاپ رسید.

## موضوع
به کاستی ها و عیوب انسانیت می پردازد و به یک معضل جدی اجتماعی می پردازد که همان معضل ریاکاری در پوشش دین است. با کسانی سروکار دارد که تظاهر به تقوا و نیکوکاری می کنند. در مورد افراد مخلص متقی، به برتری آنها اعتراف می کند و حق طهارت را محترم می شمرد، اما نمی خواهد که به تقوای خود مباهات کنند و در غیرت دینی از حدود عقل فراتر بروند. اگر کلبنت و فلیر برای انجام وظایف دینی خود به کلیسا بروند، این کار را انجام ندهند تا مردم آنها را ببینند. او نمی‌خواهد روحانیون در زندگی مردم جاسوسی کنند و در آنچه به آنها مربوط نیست دخالت کنند.